# 수하시니 마니라트남
수하시니 마니라트남(힌디어: सुहासिनी मणिरत्नम, 영어: Suhasini Maniratnam, 1961년 8월 15일 ~ )은 인도의 배우, 영화 감독, 영화 제작자, 영화 각본가이다. 1985 내셔널 필름 어워드 여우주연상 수상자이다.